# 女子高生ゾンビ
『女子高生ゾンビ』は、2010年の日本映画。3月20日から22日までの3日間限定で劇場公開された。

## ストーリー
巷で噂の「首切り女」に襲われた友人を探していた女子高生・ミサキ（梶原麻莉子）がゾンビの群れに襲われていたところ、セーラー服姿のゾンビハンターの愛鈴（高部あい）が現れる。ゾンビ屋れい子に設定が似ている。

## キャスト
- ゾンビハンター・愛鈴：高部あい
- 女子高生・ミサキ：梶原麻莉子
- マユミ：緒沢あかり
- 小沢和義
- 江原シュウ
- 辻つん
- 森羅万象
- 小沢仁志（※特別出演）

## スタッフ
- 監督：南雅史
- 企画：MGP
- プロデューサー：木下陽介、南雅史
- 脚本：南雅史、恒川岳彦、尾関玄
- 撮影：田中一成
- 美術：吉田直哉
- 特殊メイク：藤原鶴声
- アクション指導：森崎えいじ
- 制作：MGP
- 製作：ミュージアムピクチャーズ
- 配給：GUILD